# 毛相思子
毛相思子（学名：Abrus mollis）为豆科相思子属下的一个种。其种加词“mollis ”意为“柔软的”。
现接受名为Abrus melanospermus subsp. melanospermus。

## 簡介
毛相思子分布於海南，廣東，廣西，福建及中南半島，生長在疏林和灌木叢。花期7-8月，果期9-12月。種子有劇毒。

## 外部連結
- 雞骨草 Jigucao （页面存档备份，存于） 藥用植物圖像數據庫 (香港浸會大學中醫藥學院) （中文）（英文）
- 毛相思子 （页面存档备份，存于） 藥用植物圖像數據庫 (香港浸會大學中醫藥學院) （中文）（英文）
- 雞骨草 中藥材圖像數據庫  (香港浸會大學中醫藥學院) （中文）（英文）
- 雞骨草 Ji Gu Cao （页面存档备份，存于） 中藥標本數據庫 (香港浸會大學中醫藥學院) （繁體中文）（英文）

1. ↑   (PDF).   [2014-11-27]. （原始内容存档 (PDF)于2014-12-05）.
2. ↑  .   [2014-11-27]. （原始内容存档于2014-12-05）.